# Razzismo contro i bianchi

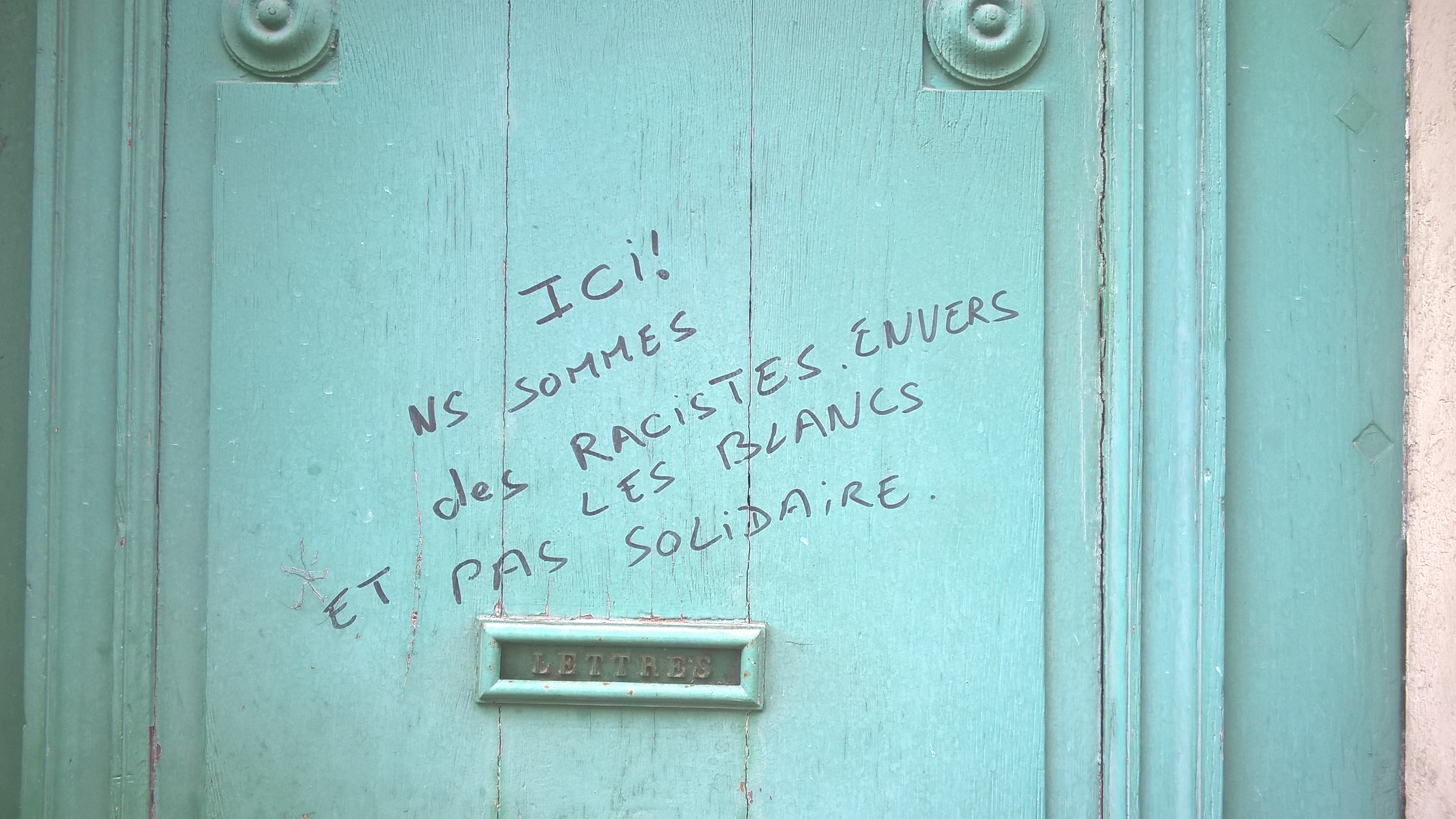
Graffito contro i bianchi in Francia. Il testo dice "Qua siamo razzisti verso i bianchi e non siamo solidali"

Quello di razzismo contro i bianchi, o razzismo antibianco, è un concetto volto ad identificare un razzismo o un'intolleranza specificatamente orientata verso individui antropologicamente classificati come caucasici, i bianchi.
Secondo il sociologo Erwan Lecoeur si tratta di una nozione inventata dall'estrema destra come parte di una strategia vittimista, i cui casi presentati sovente si sono dimostrati montati ad hoc, mentre il politologo Laurent Bouvet sostiene che "i cosiddetti attivisti antirazzisti che affermano che il razzismo 'anti-bianco' non esiste lo fanno da una prospettiva puramente politica", che "il razzismo è un fenomeno antropologico, sia culturale che sociale, che riguarda tutte le società umane" e che "Il razzismo esiste ovunque, in tutti i gruppi sociali, e si esprime, praticamente o teoricamente, contro l'“altro” sulla base di un'identità legata al colore della pelle o all'origine etno-culturale".
In ambienti di estrema destra questo concetto tende ad essere impiegato strumentalmente per giustificare politiche discriminatorie e negare i diritti civili delle diverse etnie. Personalità come Jean-Marie Le Pen lo hanno descritto come un «razzismo inverso».
In ambienti di destra si tipizza il razzismo antibianco in un insieme di comportamenti specifici: demonizzazione della società bianca e generalizzazione del suo passato (colonialismo, schiavismo), aggressioni verbali e psicologiche, "segregazione verbale" (isolamento di bianchi da discussioni); e si descrive il concetto di razzismo antibianco come una riarticolazione del significato di razzismo, che non terrebbe conto, oggi, dell'odio verso i bianchi.

## In Africa

### Sudafrica
Di razzismo contro i bianchi e di genocidio bianco si parla in relazione al Sudafrica dove gli afrikaner sono poco più del 7% della popolazione totale ma occupano oltre il 60 per cento dei ruoli dirigenziali e possiedono più del 70 per cento delle terre del paese. Le comunità di agricoltori sudafricani per anni hanno sofferto attacchi dalla fine dell'era dell'apartheid. Fonti giornalistiche riferiscono di un numero approssimativo di 2 500 attacchi (citando il South African Human Rights Commission istituito dall'ex presidente Nelson Mandela). Altre fonti giornalistiche parlano di 3 000 attacchi.
Il rapporto redatto dal Committee of Inquiry into Farm Attacks del 31 luglio 2003 riporta che il 60% degli attacchi alle fattorie era rivolto contro bianchi; tuttavia, tranne singoli casi, non si possono rilevare in tali attacchi motivazioni razziali; si trattava invece di atti di violenza motivati da una molteplicità di altri fattori.

### Zimbabwe
Nel 2000 il presidente Robert Mugabe ha avviato una riforma agraria concernente soprattutto i grandi proprietari terrieri, in particolare quelli bianchi, che avevano mantenuto i loro territori nonostante l'acquisizione dell'indipendenza dello Zimbabwe. La redistribuzione delle terre prevista da questa riforma è avvenuta in maniera semi-anarchica, nel senso che bande di strada formate in particolare da ex-combattenti della guerra per l'indipendenza, prendevano spesso possesso delle terre di agricoltori bianchi semplicemente cacciandoli, usando metodi violenti. In alcuni casi ci sono state delle uccisioni, senza che le autorità intervenissero se non per sostenere le confische.
Nel dicembre 2008 il tribunale della Comunità di sviluppo dell'Africa meridionale, nel caso Mike Campbell (Pvt) Ltd v Zimbabwe, ha accusato Mugabe e il suo governo di condurre una campagna politica razzista le cui confische delle terre sarebbero state effettuate in maniera discriminatoria. Mugabe ha contestato la decisione del tribunale.

## In Europa

### In Belgio
Oscar Hammerstein, in un articolo pubblicato sul sito del Partito Comunista Belga, richiama all'esistenza di un «atteggiamento antibianco di chiara origine immigrata (Africa del nord e Africa nera)», pur invitando a un uso adeguato del termine e non a un abuso ai fini di generalizzare, precisando:
Claude Demelenne, in un articolo per il giornale La Libre Belgique, fa notare una recrudescenza delle violenze contro i bianchi, apparse specie a Bruxelles nel periodo precedente e seguente il ramadan.
Infine, gli analisti belgi si sono detti rammaricati dal fatto che il dibattito sull'esistenza o meno di una effettiva manifestazione di comportamenti contro i bianchi sia rimasto di bassa intensità e di difficile fattibilità per il semplice fatto che si è fatto leva sulla colpa per associazione, in riferimento all'estrema destra.

### In Francia
Nel 1983 lo scrittore Pascal Bruckner usò il termine "razzismo antibianco" nel suo libro Le Sanglot de l'homme blanc. Secondo il Dictionnaire de l'extrême droite dello psicosociologo Erwan Lecoeur, la nozione originale del termine è stata alterata e introdotta nella comune società da associazioni dell'estrema destra, tra le quali l'AGRIF, spesso affiancata da termini come "razzismo antifrancese" e "razzismo anticristiano". Ciò, per coprire le tendenze chiaramente xenofobe e razziste di questi gruppi dell'antagonismo di destra e allo stesso tempo giustificarle, facendo leva su un deprecabile vittimismo contro l'antirazzismo che li accusa costantemente di razzismo. In opposizione alle dichiarazioni circa la strumentalizzazione politica del termine, Jean-Marie Le Pen, ex capo del partito di estrema destra Front National ("Fronte Nazionale"), ha affermato in proposito:
Il termine è stato riproposto nella scena politica nazionale dall'estrema destra, nel 2005, in virtù della spettacolarizzazione delle violenze studentesche dell'8 marzo 2005. L'articolo del giornalista Luc Bronner per il quotidiano Le Monde del 15 marzo 2005, intitolato Manifestations de lycéens: le spectre des violences anti-Blancs provocò un controverso dibattito politico-mediatico in Francia circa lo sfondo antibianco degli scontri. Nell'articolo vengono citate dichiarazioni di alcuni giovani che hanno partecipato alle violenze:

### Nel Regno Unito
Nel 2001 il settantaseienne Walter Chamberlain fu vittima di un agguato razzista a Oldham (Grande Manchester) da parte di una banda di strada asiatica, mentre era di ritorno a casa da un incontro di rugby. Secondo la polizia di Manchester, l'attacco è andato ad inquadrarsi in una serie di ben 572 attacchi razzisti da parte di bande di strada svoltisi nel 2000; nel 60% di questi le vittime sono state dei bianchi.

#### Il caso Kriss Donald
Kriss Donald fu un ragazzo bianco scozzese di 15 anni rapito, abusato e assassinato a Glasgow nel 2004 per ragioni etniche. Quattro uomini pakistani furono condannati all'ergastolo per l'efferato crimine, e ammisero di averlo scelto in quanto ragazzo bianco.

## In America

### Ad Haiti
I massacri di quasi tutta la popolazione bianca di Haiti nel 1804, definiti anche genocidio haitiano, che segnarono la fine della Rivoluzione haitiana, sono stati in parte spiegati nel contesto del razzismo anti-bianco. Il 22 febbraio 1804, il leader rivoluzionario Jean-Jacques Dessalines firmò un decreto che ordinava di mettere a morte tutti i francesi ancora residenti nel Paese. Il segretario di Dessalines, Louis Boisrond-Tonnerre, si lamentò del fatto che la dichiarazione d'indipendenza non fosse abbastanza aggressiva, affermando che "... dovremmo avere la pelle di un bianco come pergamena, il suo cranio come calamaio, il suo sangue come inchiostro e la baionetta come penna!".

### Negli Stati Uniti d'America
Negli Stati Uniti, ricercatori nel campo della sociologia come Jessica T. Simes e psicologi come Len Lecci e James D. Johnson parlano di una forma di odio verso i bianchi, al quale si riferiscono con le espressioni "sentimento antibianco" e "atteggiamenti antibianchi".
Alcuni gruppi, specularmente al suprematismo bianco, propagandano il razzismo anti-bianco e il potere nero fino al suprematismo al separatismo razziale in chiave di dominazione afroamericana, ad esempio i Black Muslims, il New Black Panther Party (NBPP) e la Nation of Islam. I discorsi di Khalid Abdul Muhammad mettevano spesso l'accento sull'odio verso i bianchi, così come fatto anche da Elijah Muhammad e Louis Farrakhan. Le associazioni che si battono contro il razzismo negli Stati Uniti d'America, come Anti-Defamation League e Southern Poverty Law Center, hanno classificato il NBPP come un gruppo che fomenta l'odio contro ebrei e bianchi non musulmani. La Nation of Islam, secondo il Southern Poverty Law Center, ha una "teologia dell'innata superiorità dei neri rispetto ai bianchi".
Nel 2016 l'ex militare Micah Xavier Johnson, militante del NBPP, perpetrò la strage di Dallas durante una marcia pacifica di neri, con l'obiettivo di uccidere alcuni agenti di polizia come vendetta in seguito alle recenti uccisioni di cittadini afroamericani da parte delle forze dell'ordine. Tra le motivazioni, l'odio che Johnson provava per i bianchi.